# Michel Marret
Pour les articles homonymes, voir Marret.
Michel Marret est un joueur de badminton français, né le 21 mars 1910 à Paris où il est mort le 10 décembre 1995.
Licencié au Racing Club de France à compter de 1935, il en devint le président de 1960 à 1983, ainsi que président du Comité français de badminton (Commission centrale de badminton de la FF Lawn Tennis) à compter de 1960, avant la renaissance de la Fédération française de badminton (FFBA). 

## Palmarès
Internationaux de France à Paris (qui tiennent lieu de championnat de France durant la guerre):
- Simple hommes : 1941 ;
- Double hommes (5 titres) : 1941 (avec René Mathieu, président de la FFBA de 1938 à 1941, puis du Comité français de badminton de 1941 à 1960), 1942 (avec R. Mathieu), 1943 (avec Henri Pellizza), 1944 (avec H. Pellizza) et 1946 (avec H. Pellizza) ; finaliste en 1947 avec H. Pellizza ;
- Double mixte (3 titres) : 1941 (avec Madeleine Girard), 1942 (avec M. Girard), et 1943 (avec M. Girard) ;

Championnats de France par équipes (avec le RCF) : 1942 (1re édition), 1943, 1944, 1946, 1948, 1949, et 1950 (en 1947, le Tennis-club de Chavril est le lauréat) ;
Participation à la coupe Thomas en 1949 et 1951 avec l'équipe de France (et capitaine de celle-ci).

## Récompenses
- décembre 1946: médaille d'argent de l'Education Physique et des Sports.